# 1623년
1623년은 일요일로 시작하는 평년이다.

## 연호
- 명(明) 천계(天啓) 3년
- 후금(後金) 천명(天命) 8년
- 일본(日本) 겐나(元和) 9년
- 후 레 왕조(後黎朝) 빈또(永祚) 5년
- 막 왕조(莫朝) 끼엔통(乾統) 31년 / 롱타이(隆泰) 6년

## 기년
- 류큐(琉球) 쇼호왕(尚豊王) 3년
- 명(明) 희종 천계제(熹宗 天啓帝) 3년
- 후금(後金) 태조 천명가한(太祖 天命可汗) 8년
- 조선(朝鮮) 광해군(光海君) 15년 / 인조(仁祖) 원년
- 후 레 왕조(後黎朝) 신종(神宗) 5년

## 사건
- 4월 11일 - 인조반정 발발.
- 4월 12일 - 인조 즉위.
- 8월 6일 - 교황 우르바노 8세, 235대 로마 교황 취임.

- 대동법 - 강원도 <- 조익 <포저집>

## 탄생
- 1월 10일 - 조선 인조의 3남 인평대군.
- 6월 19일 - 프랑스 수학자 블레즈 파스칼.

## 사망
- 3월 14일 - 일본 에도 막부 2대 쇼군, 도쿠가와 히데타다.
- 7월 8일 - 교황 그레고리오 15세, 234대 로마 교황.
- 8월 6일 - 윌리엄 셰익스피어의 아내 앤 해서웨이.
- 10월 31일 - 조선 광해군의 비 폐비 유씨.
- 광해군의세자 폐세자 지,